# Ørskogs kommun
Ørskogs kommun (norska: Ørskog kommune) var en kommun i Møre og Romsdal fylke i västra Norge. Kommunens centralort var tätorten Sjøholt.

## Administrativ historik
Ørskogs kommun grundades på 1830-talet, samtidigt med flertalet andra norska kommuner.
Kommunen delades 1883, varvid Sykkylvens kommun bildades. 1955 överfördes ett område med 348 invånare till Sykkylvens kommun. 
Den 1 januari 1965 lades Skodje och Stordals kommuner samman med Ørskogs kommun, för att åter brytas ut 1977.
Den 1 januari 2020 slogs Ørskogs, Sandøy och Skodje kommuner samman med Ålesunds kommun.

## Tätorter
Det fanns en tätort i kommunen, Sjøholt, med 1 235 invånare som var kommunens centralort.

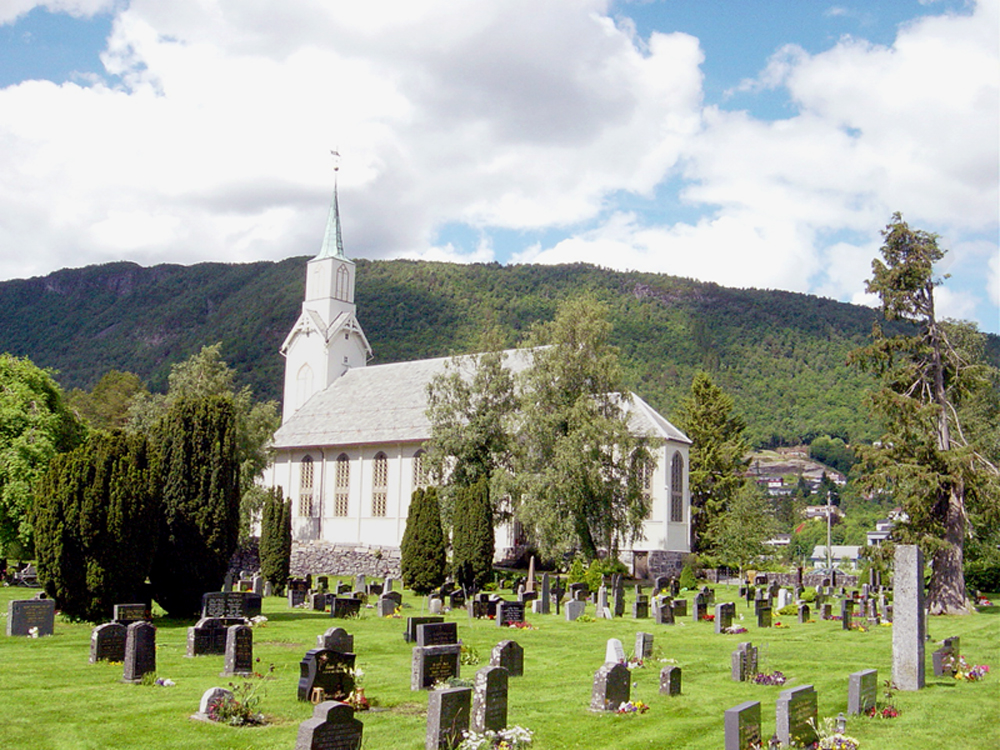
Ørskogs kyrka.